# El Palmar de Vejer
El Palmar de Vejer ist eine kleine Strandsiedlung im Südwesten von Spanien an der Costa de la Luz.
Der Ort befindet sich fünf Kilometer südlich von Conil de la Frontera und gehört politisch zu Vejer de la Frontera. Im Süden grenzt El Palmar de Vejer an den ebenfalls zu Vejer gehörenden Bezirk Barbate.
Zu den Haupteinnahmequellen gehört in den Monaten Juli und August der Badetourismus.
Durch seine geographische Lage in der Nähe der Straße von Gibraltar bietet der Ort geeignete Bedingungen für Bodyboarder, Kitesurfer und Surfer. 
Eine Buslinie verbindet El Palmar mit Cádiz.